# Luis G. Urbina
Luis Gonzaga Urbina (Ciudad de México, 8 de febrero de 1864-Madrid, 18 de noviembre de 1934) fue un escritor mexicano. Figura entre los grandes poetas mexicanos por su calidad estética, madurez, y por haber incursionado en la transición entre el romanticismo y el modernismo. Cuando residió en el extranjero, fue nombrado miembro correspondiente de la Academia Mexicana de la Lengua.

## Biografía
Nació en la década de 1860 en la Ciudad de México. Su nombre suele escribirse como LUIS G. URBINA, y en las listas se alfabetiza siempre por el apellido Urbina.
Estudió en la Escuela Nacional Preparatoria. Se relacionó con el poeta modernista Manuel Gutiérrez Nájera y con Justo Sierra, con quien trabajó en la Secretaría de Instrucción Pública. Se dedicó a la docencia y a la crítica teatral y musical para diversos periódicos. Durante la Revolución mexicana se trasladó a La Habana y a Madrid, donde murió, viajando también a Buenos Aires y a Italia.
Las contradicciones sobre su año de nacimiento son un anuncio de lo poco que se sabe de su infancia, muy probablemente difícil, dada su orfandad, el hecho de que empezó a trabajar muy joven, su sensibilidad de artista y las condiciones de vida durante el porfiriato.
Tras cursar estudios en la Escuela Nacional Preparatoria de México, e iniciarse con cierta precocidad en el periodismo como redactor de El Siglo XIX, Justo Sierra, Ministro de Instrucción Pública durante el porfiriato, se fijó en él y lo apadrinó tanto en la vida cultural como en la función pública, nombrándolo su secretario personal. De esa época data también su relación con Manuel Gutiérrez Nájera, la otra persona de mayor influencia en su obra.
Fue maestro, llegando a ejercer la cátedra de literatura española en la Escuela Nacional Preparatoria y en la de Escuela Nacional de Altos Estudios; periodista autor de celebradas crónicas, y también crítico de música y teatro en diarios y revistas como El Mundo Ilustrado, la Revista de Revistas o El Imparcial, del que llegó a editorialista hacia 1911. También escribió en colaboración antologías y ensayos sobre la literatura mexicana, destacando la Antología del centenario, de 1910 (centenario del grito de Dolores, de 1810, que inició la Independencia), escrita en colaboración con Pedro Henríquez Ureña y el historiador Nicolás Rangel, bajo la dirección de Sierra. Colaboraba también en la mítica Revista Azul, divulgadora del modernismo americano, fundada por Manuel Gutiérrez Nájera. Pero si se lo sigue recordando es sin duda por su obra poética original, elegante y emotiva.
En 1913 fue nombrado director de la Biblioteca Nacional de México, cargo que funge hasta 1915. Se recuerda el atinado informe que entregó al gobierno a los cuatro meses de dirigir la biblioteca, reportando la desastrosa situación en la que se le entregó el centro. También fue notorio su éxito en la conservación de las Biblias, muy amenazadas a su llegada. 
Cuando en agosto de 1915 las fuerzas revolucionarias tomaron la Ciudad de México, y Álvaro Obregón asumió la presidencia, Urbina abandonó el país, no conforme con la revolución constitucionalista, exiliándose en La Habana. Urbina había cometido un error político en la turbulencia revolucionaria, apoyando en 1913, desde su tribuna de El Imparcial, a Victoriano Huerta.
En Cuba, como antes en su país, ejerció la docencia y el periodismo. 

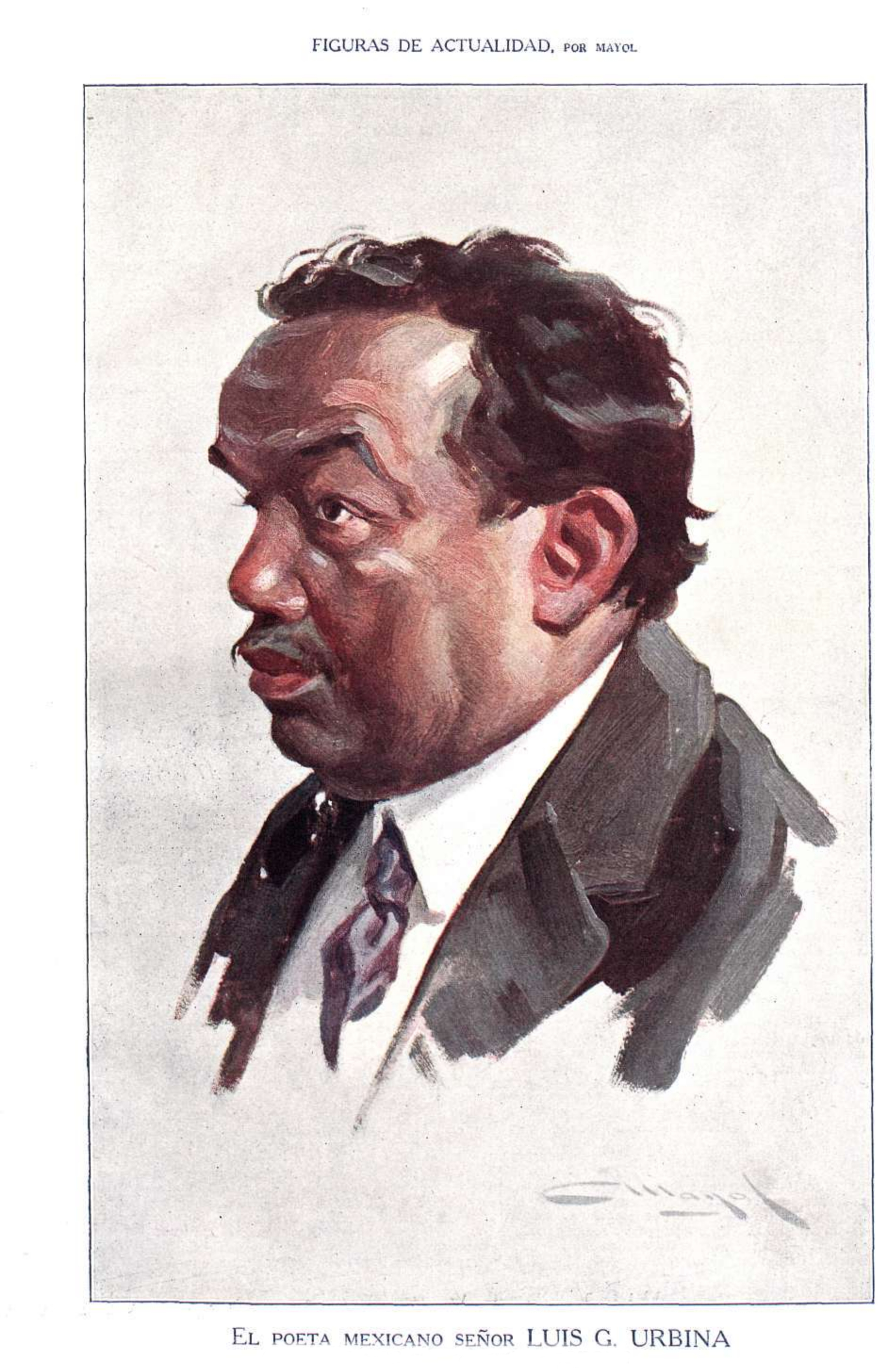
Retratado por Mayol en la revista argentina Caras y Caretas (1917)

En 1917, su periódico, El Heraldo de la Habana, lo envía como corresponsal a Madrid. En esos años, un buen número de mexicanos ilustres vivieron en Madrid, ya fuera por estudios o exiliados por la Revolución: Alfonso Reyes, Martín Luis Guzmán, Diego Rivera o Ángel Zárraga eran compatriotas vecinos de Urbina. Seguirá en Madrid hasta su muerte, salvo intervalos de viajes, de los que los más importantes lo llevaron a Buenos Aires, entre abril y agosto de 1917, a Italia, a comienzos de 1920, y a un frustrado regreso a México en ese mismo año. 
Muy fructifero resulta el viaje a Argentina. En la Universidad de Buenos Aires dicta un ciclo de conferencias sobre literatura mexicana, que luego se publica como La vida literaria de México y La literatura mexicana durante la Independencia.
En 1918, de vuelta en Madrid, es nombrado primer secretario de la embajada de México en España, cargo que ocupará hasta 1920, año en el que viaja a Italia y regresa después a México.
En México es nombrado secretario del Museo Nacional de Arqueología, Etnografía e Historia. Pero el 21 de mayo de 1920 el asesinato de Venustiano Carranza en Tlaxcalantongo, Puebla, vuelve a sacudir a la sociedad mexicana de forma no grata para Urbina, que regresa a Madrid. Nuevamente se le conceden cargos oficiales, esta vez en la comisión "Del Paso y Troncoso", primero como secretario (sucediendo a Alfonso Reyes) y después, desde 1926, como encargado.
Murió el 18 de noviembre de 1934 en Madrid.    cadáver fue inmediatamente reclamado por las autoridades mexicanas, y en diciembre del mismo año entraba en Veracruz. Está enterrado en la Rotonda de las Personas Ilustres de Ciudad de México.
Su obra puede bifurcarse en tres ramas: la primera está formada por las críticas musicales y teatrales dispersas en los medios de la época, si bien se han hecho recopilaciones, y por las crónicas periodísticas que él mismo dio a veces a la imprenta; el segundo son los trabajos académicos de historia de la literatura, que se plasmaron en libros y textos de conferencias. Pero se sigue recordando y leyendo sobre todo al Luis G. Urbina poeta.

## Obra como cronista
En 1929, la Enciclopedia Espasa alababa las crónicas del por entonces madrileño Urbina, calificándolo de sobresaliente en ese género, por saber conjugar un estilo elegante con recursos humorísticos y frívolos, y ser capaz además de hacerlo en una amplia variedad de temas. El mismo Urbina definía la crónica como la capacidad de basarse en hechos reales para hacer con ellos "pirotecnias", "fuentes luminosas", "mágicas y giratorias geometrías". Como cronista publicó:
- Cuentos vividos y crónicas soñadas (México, 1915)
- Bajo el sol y frente al mar, impresiones de Cuba (Madrid, 1916)
- Estampas de viaje: España en los días de la guerra (1920)
- Luces de España (1924)
- ... y toda su obra periodística, dispersa en muchos medios, entre otros El siglo XIX, Revista Azul, El Imparcial, Revista de Revistas, El Mundo Ilustrado, El Heraldo de la Habana, Juventud Literaria, El Partido Liberal, Lira Mexicana...

## Obra académica sobre literatura
En cuanto a los trabajos académicos, en 1910 redactó la Introducción a la Antología del centenario, reputada como demostración de su competencia como crítico y estudioso de la literatura. Posteriormente, en todas las etapas de su vida, publicó textos de sus clases y conferencias y libros de literatura mexicana, seguramente concebidos desde la docencia en la Escuela Nacional Preparatoria, en la de Altos Estudios, y luego en La Habana. De igual forma, contribuyó con textos introductorios a los escritos de grandes intelectuales dentro de las antologías editadas en la Colección Cvltvra de Agustín Loera y Chávez y de Julio Torri publicadas a partir de 1916 por la casa editorial Cvltvra.
Obras del Urbina académico son:
- Antología del centenario (México, 1910, en colaboración con Pedro Henríquez Ureña y Nicolás Rangel)
- La literatura mexicana (conferencia, México 1913)
- El teatro nacional (1914)
- La literatura mexicana durante la guerra de la Independencia (Madrid, 1917)
- La vida literaria de México (Madrid, 1917)
- Antología romántica 1887-1917 (Madrid, 1917)

## Obra poética
La incertidumbre de su adscripción, entre el romanticismo y el modernismo, define un estilo propio que puede calificarse de romanticismo "contenido" o "pudoroso" si se quiere poner de relieve la distancia que lo separa de los excesos de sensibilidad de los románticos, a veces en las lindes de lo pueril. Pero también se lo puede llamar modernista "sobrio", por cuanto no participa de la exuberante riqueza de vocabulario ni de las extravagancias de sonidos e imágenes de las que se quejaba su contemporáneo y compatriota Enrique González Martínez, al reclamar que se le torciera el cuello al cisne, de engañoso plumaje. Urbina mismo interpretó su falta de adaptación a ambas corrientes como causa de soledad, o rechazo: "Los modernistas no me reputan como suyo" —dijo— "porque me consideran romántico; los románticos no me tienen como suyo, porque me encuentran modernista".
Como ocurre con otros poetas de la época, como el mismo Amado Nervo, la obra de Urbina gozó de gran éxito popular en su tiempo, y tal vez medio siglo más, para luego perder algo de vigor y verse sometida a críticas más severas. La historia del cautivo beso enamorado de una mano de nieve de su poema Metamorfosis sigue estando entre los textos más memorizados y declamados en México, y ninguna antología de la literatura hispanoamericana debería carecer de una selección de poemas de Urbina. Alfonso Reyes lo tenía por persona "de rara penetración"; quizá fue esa penetración la que le permitió trasladar a sus versos lo esencial de romanticismo y modernismo, liberándolos con extraño filtro de los excesos de ambas corrientes. Una corriente crítica señala, sin embargo, sus reiteraciones "un poco cansinas de los temas tratados, su estrecho repertorio léxico y su tono en general 'menor', aunque emotivo y sentimental". A esta crítica se contrapone la opinión del poeta y crítico dominicano Leopoldo Minaya, referida a la realidad de que "todas las obras de todos los poetas en todos los tiempos giran generalmente en torno a unos pocos pero grandes temas fundacionales (el amor, la muerte, la Divinidad, las batallas, el discurrir del tiempo, etcétera); la situación de que el llamado tono menor en poesía no representa para nada una ubicación desfavorable en alguna pretendida jerarquía cualitativa,  sino una preferencia en el uso de versos de breve duración elocutiva, y -con respecto al insostenible alegato de estrechez en su repertorio léxico- el hecho de que cada poema encuentra y justifica en sí las palabras precisas y necesarias que hacen de él el poema que es y no otro, por lo que por razón idéntica pero inversa se debe desconfiar del reproche de Jorge Luis Borges a Lugones en el sentido de que este último pretendia utilizar todas las palabras del idioma".
Sus poemarios:
- Versos (México, 1890)
- Ingenuas (París, 1910)
- Puestas de sol (1910)
- Lámparas en agonía (México, 1914)
- El poema de Mariel (1915)
- Glosario de la vida vulgar (Madrid, 1916)
- El corazón juglar (1920)
- Cancionero de la noche serena
- Lorena (1941)